# Glasgow Haskell Compiler
Glasgow Haskell Compiler (англ. Компілятор мови Haskell з Глазго) — один з найпотужніших і розвинених компіляторів функційної мови програмування Haskell, який розробляє вільна робоча група з численних розробників, зібраних зі всього світу, координована з лабораторії університету Глазго.

## Можливості
GHC — компілятор мови Haskell, заснований на ідеології відкритого сирцевого коду. Можливості та особливості:
- Крім власне компілятора, є інтерпретувальне інтерактивне середовище (GHCi).
- Повна підтримка стандарту мови Haskell-2010, додатково підтримується широкий список розширень.
- Автоматичне розпаралелювання виконання програми (без явного використання ниток) у системах з багатоядерними процесорами. Оскільки відсутність побічних ефектів у чистих функціях гарантовано, в будь-якому виконанні функції завжди допускається паралельне обчислення двох різних параметрів — порядок їх обчислення не може вплинути на результат виклику.
- Робота на різноманітних платформах (включно з Windows, багатьма варіантами Unix).
- Великі можливості оптимізації програм, включно з міжмодульною оптимізацією.
- Три варіанти компіляції: безпосередньо в машинні коди цільової архітектури, компіляція через проміжний код мовою C або C--, компіляція під віртуальну машину LLVM.
- Підтримуються різні варіанти профілювання.

## Розширення системи типів
- Екзистенційний поліморфізм [Архівовано 22 липня 2014 у Wayback Machine.]
- Поліморфізм вищих порядків [Архівовано 22 липня 2014 у Wayback Machine.]
- Імпредикативний поліморфізм [Архівовано 22 липня 2014 у Wayback Machine.]
- Узагальнені алгебричні типи даних [Архівовано 22 липня 2014 у Wayback Machine.]
- Сімейства типів (індексовані синоніми типів, індексовані типи даних) [Архівовано 7 травня 2013 у Wayback Machine.]